# Marco Atilio Metilio Bradua
Marco Atilio Metilio Bradua  fue un político y militar romano que vivió a finales del siglo I y principios del siglo II, y desarrolló su cursus honorum bajo los reinados de Domiciano, Nerva, Trajano, y Adriano. Fue cónsul ordinario el año 108 junto con Apio Annio Trebonio Galo.

## Orígenes familiares
Miembro de la gens Atilia, nacido y criado en una familia de rango consular y de estatus patricio, probablemente era oriundo de la Galia Cisalpina, donde el gentilicio «Atilio» es habitual. Era hijo de Marco Atilio Póstumo Bradua, quien fuera cónsul sufecto en el año 80, y procónsul de Asia bajo Domiciano. Su segundo nombre indica que su madre podría haber sido una Metilia; de ser así, Bradua podría haber sido sobrino de Publio Metilio Nepote, cónsul sufecto en el año 103.

## Carrera pública
De origen patricio, su carrera siguió el curso habitual: fue cuestor, pretor y consul ordinarius en el año 108 junto a Apio Annio Trebonio Galo durante el imperio de Trajano. Después de su consulado, accedió también al colegio de los pontífices.
Posteriormente gobernó una de las provincias de Germania, tras lo que fue designado por Trajano, alrededor del año 115, para el gobierno de Britania. Solamente se conserva una inscripción en piedra en Gwynedd que podría referirse a él en tanto gobernador de Britania. No hay referencias a conflictos en su período de gobernador de Britania. Hubo un levantamiento de los brigantes en el año 115, quienes aniquilaron a las guarniciones romanas de Eburacum (York) y en el año 118 una nueva rebelión de los brigantes fue también derrotada. Ambos fueron probablemente inmediatamente antes y después de su gobierno. Tras el ascenso de Adriano, en agosto de 117, fue llamado en el año 118 a Roma y reemplazado en Britania por Quinto Pompeyo Falcón.
Acompañó a Adriano en varios de sus viajes, pero no cuando el emperador visitó Britania en el año 122, por cuanto ese año era procónsul de África.
Finalmente sobrevivió al reinado de Adriano, y murió en una fecha desconocida durante el reinado de Antonino Pío.

## Familia
Bradua se casó con una mujer noble llamada Caucidia Tértula, con la que tuvo dos hijos:
- Marco Atilio Metilio Bradua Caucidio Tértulo Baso, Procónsul de la Provincia de África bajo Antonino Pío.[6][7]

- Atilia Caucidia Tértula, que se casó con el joven Apio Annio Trebonio Galo, cónsul sufecto alrededor del año 139. Su padre, Apio Annio Trebonio Galo, fue como ya se mencionó, colega consular de Bradua en el año 108.[6][8]

Publio Vigelio Rayo Plario Saturnino Atilio Braduano Caucidio Tértulo, cónsul sufecto en el año 157, y procónsul de África en el periodo 180-181, pudo haber sido un descendiente del matrimonio de Bradua con Caucidia Tértula.